# アイリス・ウェストマン

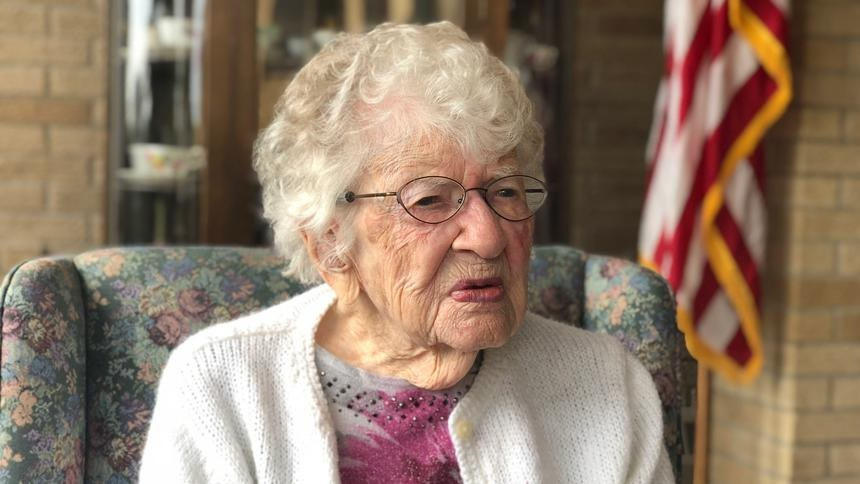
アイリス・ウェストマン（2018年）

アイリス・ウェストマン（Iris Westman, 1905年8月28日 - 2021年1月3日）は、アメリカ・ノースダコタ州に在住していた長寿の女性。ノースダコタ州の歴代最高齢者。存命中はアメリカでヘスター・フォードに次ぐ2番目の高齢であった。

## 略歴
1905年、ノースダコタ州のアネタの農場に生まれる。農地は2018年時点でも保有していた。2人の兄弟がいたが、成人まで存命していたのはウェストマンのみだった。同年の12月25日にバプテスマを受ける。
1923年にアネタ高校を卒業し、1928年にノースダコタ大学を卒業。ミネソタ州に引っ越すまではノースダコタ州で英語教師として働く。1940年代にミネソタ大学に2年間授業を受けたのち同州で司書になる。子供のころから読書が好きだったという。
結婚したことも子供を持ったこともなかった。1972年に退職し、ノースダコタ州に戻る。106歳の頃に転倒し手術を受ける。その後の2012年からはノースウッドの老人ホームに移る。
2021年1月3日に死去。115歳128日没。